# Еронько, Виктор Иванович
Виктор Иванович Еронько (10 мая 1920, Полоцк — 15 сентября 1991, Полоцк) — сержант Рабоче-крестьянской Красной Армии, участник Великой Отечественной войны, Герой Советского Союза (1944).

## Биография
Виктор Еронько родился 10 мая 1920 года в Полоцке (ныне — Витебская область Белоруссии). После окончания неполной средней школы и школы фабрично-заводского ученичества работал слесарем. В 1938 году был осуждён к 4 годам лишения свободы за совершение кражи, освободился в июне 1942 года. В августе того же года был призван на службу в Рабоче-крестьянскую Красную Армию и направлен на фронт Великой Отечественной войны. К июню 1944 года сержант Виктор Еронько был наводчиком орудия 922-го стрелкового полка 250-й стрелковой дивизии 3-й армии 2-го Белорусского фронта. Отличился во время освобождения Белорусской ССР.
23 июня 1944 года во время боёв у деревни Озераны Еронько огнём своего орудия подавил семь немецких пулемётных точек и переправился через Друть. 25 июня он подбил два самоходных орудия и принял активное участие в освобождении Бобруйска. 27 июня на шоссе Могилёв-Минск у деревни Старая Мартьяновка Еронько подбил три немецких танка и уничтожил шесть автомашин с пехотой. 12 июля 1944 года во время боя в районе деревни Пески Мостовского района Гродненской области, когда весь его расчёт выбыл из строя, Еронько в одиночку вёл огонь и уничтожил штурмовое орудие, три пулемёта, около роты немецкой пехоты.
Указом Президиума Верховного Совета СССР от 26 октября 1944 года за «мужество, отвагу и героизм, проявленные в борьбе с немецкими захватчиками» сержант Виктор Еронько был удостоен высокого звания Героя Советского Союза с вручением ордена Ленина и медали «Золотая Звезда» за номером 4947.
Участвовал в освобождении Польши, боях в Восточной Пруссии и непосредственно в Германии, в том числе штурме Берлина. После окончания войны Еронько вернулся в Полоцк. Активно участвовал в восстановлении разрушенного войной Полоцка и строительстве Новополоцка. Работал слесарем-инструментальщиком строительного треста. Скончался 15 сентября 1991 года, похоронен в Новополоцке (кладбище Глинище).
Почётный гражданин Полоцка и Новополоцка. Был также награждён орденами Октябрьской Революции, Красного Знамени, Отечественной войны 1-й степени, Славы 2-й и 3-й степеней, рядом медалей.

## Память
В городе Новополоцке названа улица в честь Еронько Виктора Ивановича. 8 мая 2007 года около дома № 32 по улице Я. Коласа в Новополоцке открыта мемориальная доска в память Героя.